# فارتيكا سينغ
فارتيكا سينغ (الهندية:वर्तिका सिंह، من مواليد 27 أغسطس 1993) عارضة أزياء هندية، فازت بجائزة فيمينا ملكة جمال الهند الكبرى 2015، بعد عامين ظهرت كعارضة تقويم كينغ فيشر. بصرف النظر عن هذا، فقد تم تصنيفها كأفضل امرأة في مجلة جي كيو للرجال في عام 2016. عينت منظمة ملكة جمال الهند فارتيكا ملكة جمال الكون الهند 2019 ، وسوف تمثل بلدها الهند في مسابقة ملكة جمال الكون 2019.